# Allochrocebus

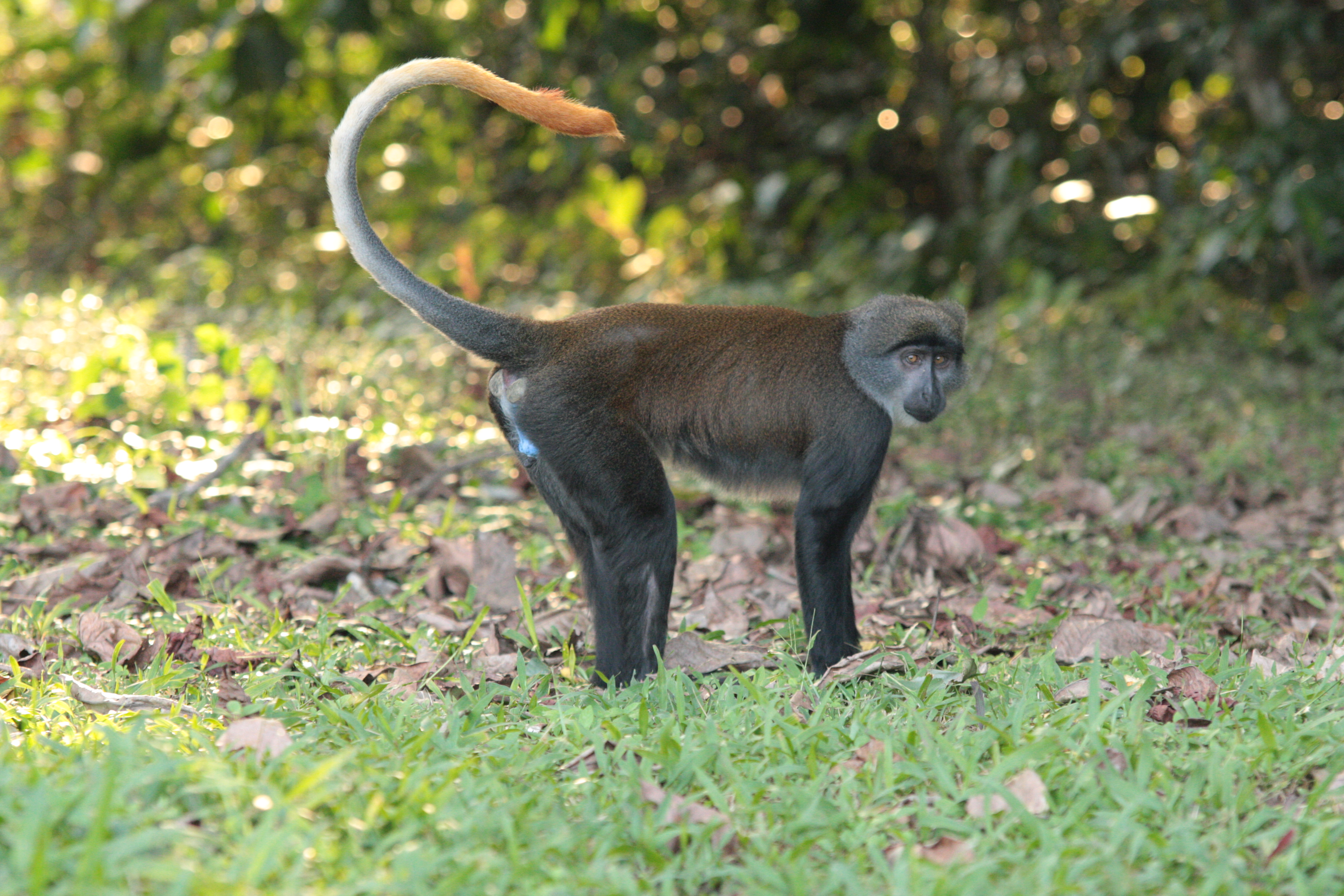
Cercopiteco barbuto del Gabon
(Allochrocebus solatus).

Allochrocebus Elliot, 1913 è un genere di primati appartenente alla famiglia dei Cercopitecidi e comprendente tre specie.

## Descrizione
Le specie del genere Allochrocebus sono cercopitechi relativamente grandi e con zampe lunghe, con una lunghezza testa-corpo di 45-68 cm, una coda di 46-80 cm e un peso che varia tra i 3 e i 10 kg. Le femmine sono sempre più piccole e raggiungono solamente circa il 60% del peso dei maschi, che differiscono dalle compagne per i canini particolarmente forti e pronunciati. Per quanto riguarda la colorazione del mantello, il dimorfismo sessuale è poco marcato. Le specie di Allochrocebus presentano generalmente una colorazione scura, con toni neri, grigi e rosso ruggine e una barba di colore variabile dal bianco al grigio chiaro. Il cranio è simile a quello dei cercopitechi del genere Cercopithecus, ma lo scheletro post-craniale, tuttavia, presenta alcune differenze rispetto a quello di questi ultimi. Infatti, le specie di Allochrocebus presentano articolazioni di braccia e gambe meglio adattate ad uno stile di vita più terricolo: sono più rigide e quindi anche meno mobili rispetto a quelle degli altri cercopitechi.

## Biologia
Due delle tre specie di Allochrocebus vivono in foreste di montagna, l'altra popola foreste pluviali di pianura. Formano piccoli gruppi composti da due a dodici esemplari, costituiti da un maschio adulto e da una o più femmine con i loro piccoli. La dieta è costituita per gran parte (per più del 78% nel cercopiteco barbuto) da piante di piccole dimensioni, che quindi devono essere cercate spostandosi sul terreno. Tra i predatori delle specie di Allochrocebus figurano il leopardo e il gatto dorato africano.

## Distribuzione e habitat
Il cercopiteco barbuto vive nelle foreste di montagna della parte orientale della Repubblica Democratica del Congo, nonché in Uganda, Ruanda e Burundi. Il cercopiteco di Preuss è presente nel Camerun sud-occidentale, nella regione del Monte Camerun e dell'altopiano di Bamenda, nell'altopiano nigeriano di Obudu e sull'isola di Bioko. Il cercopiteco barbuto del Gabon, invece, ha una distribuzione limitata ad una piccola area del Gabon, nella foresta pluviale di pianura compresa tra i fiumi Ogooué e Ngounié.

## Tassonomia
Al genere Allochrocebus sono ascritte tre specie:
- Allochrocebus lhoesti - cercopiteco barbuto;
- Allochrocebus preussi - cercopiteco di Preuss;
- Allochrocebus solatus - cercopiteco barbuto del Gabon.

Il nome Allochrocebus venne istituito per la prima volta nel 1912 dallo zoologo americano Daniel Giraud Elliot come un sottogenere del genere Cercopithecus. Successivamente tale appellativo cadde in disuso, e le tre specie in esso classificate venivano collettivamente indicate come «gruppo lhoesti» del genere Cercopithecus. Le recenti analisi filogenetiche hanno indicato che queste specie sono più strettamente imparentate con i clorocebi (Chlorocebus) e con l'eritrocebo (Erythrocebus patas) che con gli altri membri di Cercopithecus. Di conseguenza, nelle ultime classificazioni sono state poste in un genere a parte, Allochrocebus appunto.